# Глухув (Велюнський повіт)
Глухув (пол. Głuchów) — село в Польщі, у гміні Конопниця Велюнського повіту Лодзинського воєводства.
Населення — 280 осіб (2011).
У 1975-1998 роках село належало до Серадзького воєводства.

## Демографія
Демографічна структура станом на 31 березня 2011 року:
|          | Загалом | Допрацездатний вік | Працездатний вік | Постпрацездатний вік |
| -------- | ------- | ------------------ | ---------------- | -------------------- |
| Чоловіки | 147     | 25                 | 100              | 22                   |
| Жінки    | 133     | 21                 | 72               | 40                   |
| Разом    | 280     | 46                 | 172              | 62                   |